# Lijst van voetbalinterlands Canada - Italië
Deze lijst van voetbalinterlands is een overzicht van alle officiële voetbalwedstrijden tussen de nationale teams van Canada en Italië. De landen speelden tot op heden een keer tegen elkaar: een vriendschappelijke wedstrijd die werd gespeeld op 26 mei 1984 in Toronto.

## Wedstrijden
| № | Plaats  | Datum       | Competitie        | Wedstrijd       | Uitslag |
| - | ------- | ----------- | ----------------- | --------------- | ------- |
| 1 | Toronto | 26 mei 1984 | Vriendschappelijk | Canada – Italië | 0 – 2   |

## Samenvatting
| Competitie        | Totaal gespeeld | Winst Canada | Gelijk | Winst Italië | Doelsaldo Canada – Italië |
| ----------------- | --------------- | ------------ | ------ | ------------ | ------------------------- |
| Vriendschappelijk | 1               | 0            | 0      | 1            | 0 − 2                     |
| Totaal            | 1               | 0            | 0      | 1            | 0 − 2                     |

Wedstrijden bepaald door strafschoppen worden, in lijn met de FIFA, als een gelijkspel gerekend.

## Details

### Eerste ontmoeting
| Vriendschappelijk (Toronto, Canada, 26 mei 1984):     |       |                                                |
| Canada                                                | 0 – 2 | Italië                                         |
|                                                       | goals | 31' Alessandro Altobelli 85' Sergio Battistini |
| - Debuut van Roberto Mancini (Sampdoria) voor Italië. |       |                                                |